# Zenaida Pérez Gutiérrez
Zenaida Pérez Gutiérrez (Santa María Tlahuitoltepec, 14 de diciembre de 1983) es una comunicadora mexicana ayuujk (mixe) de Oaxaca, México. Especialista y defensora de derechos humanos, derechos de los pueblos Indígenas y de las mujeres. Es coordinadora del Programa de Mujeres Indígenas del Instituto de Liderazgo Simone de Beauvoir, impulsora e integrante de la Asamblea Nacional Política de las Mujeres Indígenas (ANPMI), consejera ciudadana del Instituto Mexicano de la Radio (IMER) y del Grupo de estudios sobre la mujer Rosario Castellanos A.C.

## Biografía
Nació en la comunidad de Santa María Tlahuitoltepec, Oaxaca. Estudió la Licenciatura en Ciencias de la Comunicación por la Universidad José Vasconcelos en Oaxaca. Realizó sus estudios de Posgrado en Género y Comunicación en el Instituto Internacional de Periodismo José Martí de La Habana, Cuba. Coordina el Programa de Mujeres Indígenas del Instituto de Liderazgo de Mujeres Indígenas.
Ha coordinado diversos procesos de formación y fortalecimiento de habilidades y conocimientos de las mujeres y pueblos indígenas, de juventudes y mujeres afromexicanas, en lo local, regional e internacional.
Es columnista del Plumaje de Animal Político.

### Trayectoria política
Zenaida Pérez Gutiérrez ha participado, impulsado y propiciado espacios para la participación política de las mujeres indígenas a nivel local, nacional e internacional.
-De 2007 a 2010 ganó el proyecto juvenil OIYP Action Partner de Oxfam Internacional.
-En 2007 formó parte de las “Giras del Sur” en España, donde visibilizó el trabajo de las juventudes como motores de cambio en Latinoamérica.
-En 2008 recibió el Premio UVM por el Desarrollo social por Laurent Youth Action Net.
-En su comunidad de origen, regido por los Sistemas Normativos Internos ha cumplido los cargos de secretaria de la Regiduría de Educación y Cultura del Municipio (2008) y secretaria del Comité de Patrimonio Comunal (2011).
-De 2010 a 2014 fue Jefa de Departamento de Derechos de la Mujer Indígena en la Secretaría de Asuntos Indígenas del gobierno del Estado de Oaxaca.
-En 2014 impulsó la creación de la Asamblea Nacional Política de Mujeres Indígenas de México (ANPMI).
-Desde 2018 participa anualmente en las sesiones del Foro Permanente para las Cuestiones Indígenas en Nueva York, que es el mecanismo de la ONU encargado de examinar el desarrollo económico y social, la cultura, el medio ambiente, la educación, la salud y los derechos humanos de los pueblos indígenas del mundo.
-2018 junto con otras organizaciones y redes de mujeres indígenas, colaboró en el informe alternativo sobre participación política de mujeres indígenas a la CEDAW.
-A partir del 2018 es integrante del Consejo Externo del Grupo de Estudios sobre la Mujer Rosario Castellanos (GESMujer).
-En 27 de mayo de 2019 fue nombrada como integrante del Consejo Ciudadano del Instituto Mexicano de la Radio (IMER).
-Es integrante del Comité Técnico de Expertos del Proceso de Consulta para la Reforma Constitucional y Legal sobre Derechos de los Pueblos Indígenas y Afromexicano.
-Actualmente es Coordinadora del Programa de Mujeres Indígenas del Instituto de Liderazgo Simone de Beauvoir A.C.

## Producciones
Como comunicadora comunitaria, ha realizado y participado en las siguientes producciones: 
-2006. Documental La leyenda de los vientos de fuego, narra el proceso de nacimiento y apropiación de la radio comunitaria en la comunidad. 28 mín.
-2008. Producción colectiva con mujeres, revista bilingüe (mixe-español) Uxpijy, escritura sobre vivencias en la cultura ayuujk.
-2009. Documental los maestros danzantes que recoge el testimonio de abuelos maestros que dedicaron su vida a la danza típica de Tlahuitoltepec. 20 mín
- 2010. Video “Quinteto Kamaapye”, 10 mín.
- 2012. Asistente de producción de la radionovela. “Los pasos de luna”, en mixe y español, producido por el Instituto de la Mujer Oaxaqueña y Ojo de Agua Comunicación A.C.